# Grigor Dimitrov
Grigor Dimitrov, búlgar: Григор Димитров, (Khàskovo, 24 de maig de 1991) és un tennista professional búlgar que va arribar al tercer lloc del rànquing individual masculí, de fet, va esdevenir el millor tennista búlgar de la història, tan a nivell de rànquing com de títols aconseguits.
Entre els vuit títols individuals que ha guanyat, l'èxit més important del seu palmarès és l'ATP Finals (2017). En categoria júnior fou número 1 mundial i va guanyar dos títols de Grand Slam l'any 2008 (Wimbledon i US Open).

## Biografia
Fill de Dimítar, entrenador de tennis, i Maria, educadora física i ex-jugadora de voleibol.
Ja amb cinc anys va començar a jugar a tennis habitualment amb el seu pare com a entrenador. Degut al talent demostrat en torneigs júniors, Grigor necessitava unes condicions més adequades pel seu desenvolupament, i el 2007 es va unir a l'acadèmia "Sánchez-Casal" per estar a les ordres d'Emilio Sánchez i Pato Álvarez. Un any després es va traslladar a París per entrenar-se en la "Patrick Mouratoglou's Tennis Academy". Va esdevenir professional amb 16 anys.
Va començar una relació sentimental amb la tennista russa Maria Xaràpova vers la fi del 2012, i que van confirmar al cap d'uns mesos. La relació es va trencar al juliol de 2015, i mig any després va iniciar una relació amb l'artista estatunidenca Nicole Scherzinger, tretze anys més gran que ell.

## Palmarès

### Individual: 21 (9−12)
| Llegenda                          |
| --------------------------------- |
| Grand Slams (0−0)                 |
| ATP Finals (1−0)                  |
| ATP World Tour Masters 1000 (1−2) |
| ATP World Tour 500 (1−2)          |
| ATP World Tour 250 (6−8)          |

| Títols per superfície |
| --------------------- |
| Dura (7−10)           |
| Gespa (1−0)           |
| Terra batuda (1−2)    |

| Resultat  | Núm. | Data                   | Torneig                         | Superfície   | Oponent               | Marcador               |
| --------- | ---- | ---------------------- | ------------------------------- | ------------ | --------------------- | ---------------------- |
| Finalista | 1.   | 6 de gener de 2013     | Brisbane, Austràlia             | Dura         | Andy Murray           | 6−7(0), 4−6            |
| Guanyador | 1.   | 20 d'octubre de 2013   | Estocolm, Suècia                | Dura (i)     | David Ferrer          | 2−6, 6−3, 6−4          |
| Guanyador | 2.   | 1 de març de 2014      | Acapulco, Mèxic                 | Dura         | Kevin Anderson        | 7−6(1), 3−6, 7−6(5)    |
| Guanyador | 3.   | 27 d'abril de 2014     | Bucarest, Romania               | Terra batuda | Lukáš Rosol           | 7−6(2), 6−1            |
| Guanyador | 4.   | 15 de juny de 2014     | Londres, Regne Unit             | Gespa        | Feliciano López       | 6−7(8), 7−6(1), 7−6(6) |
| Finalista | 2.   | 19 d'octubre de 2014   | Estocolm                        | Dura (i)     | Tomáš Berdych         | 7−5, 4−6, 4−6          |
| Finalista | 3.   | 16 de gener de 2016    | Sydney, Austràlia               | Dura         | Viktor Troicki        | 6−2, 1−6, 6−7(7)       |
| Finalista | 4.   | 1 de maig de 2016      | Istanbul, Turquia               | Terra batuda | Diego Schwartzman     | 7−6(5), 6−7(4), 0−6    |
| Finalista | 5.   | 9 d'octubre de 2016    | Pequín, Xina                    | Dura         | Andy Murray           | 4−6, 6−7(2)            |
| Guanyador | 5.   | 8 de gener de 2017     | Brisbane                        | Dura         | Kei Nishikori         | 6−2, 2−6, 6−3          |
| Guanyador | 6.   | 12 de febrer de 2017   | Sofia, Bulgària                 | Dura (i)     | David Goffin          | 7−5, 6−4               |
| Guanyador | 7.   | 20 d'agost de 2017     | Cincinnati, Estats Units        | Dura         | Nick Kyrgios          | 6−3, 7−5               |
| Finalista | 6.   | 22 d'octubre de 2017   | Estocolm (2)                    | Dura (i)     | Juan Martín del Potro | 4−6, 2−6               |
| Guanyador | 8.   | 19 de novembre de 2017 | ATP Finals, Londres, Regne Unit | Dura (i)     | David Goffin          | 7−5, 4−6, 6−3          |
| Finalista | 7.   | 18 de febrer de 2018   | Rotterdam, Països Baixos        | Dura (i)     | Roger Federer         | 2−6, 2−6               |
| Finalista | 8.   | 27 de maig de 2023     | Ginebra, Suïssa                 | Terra batuda | Nicolás Jarry         | 6−7(1), 1−6            |
| Finalista | 9.   | 6 de novembre de 2023  | París, França                   | Dura (i)     | Novak Đoković         | 4−6, 3−6               |
| Guanyador | 9.   | 7 de gener de 2024     | Brisbane (2)                    | Dura         | Holger Rune           | 7−6(5), 6−4            |
| Finalista | 10.  | 11 de febrer de 2024   | Marsella, França                | Dura (i)     | Ugo Humbert           | 4−6, 3−6               |
| Finalista | 11.  | 31 de març de 2024     | Miami, Estats Units             | Dura         | Jannik Sinner         | 3−6, 1−6               |
| Finalista | 12.  | 20 d'octubre de 2024   | Estocolm (3)                    | Dura (i)     | Tommy Paul            | 6−4, 6−3               |

### Dobles masculins: 1 (0−1)
| Llegenda                          |
| --------------------------------- |
| Grand Slams (0−0)                 |
| ATP Finals (0−0)                  |
| ATP World Tour Masters 1000 (0−0) |
| ATP World Tour 500 (0−0)          |
| ATP World Tour 250 (0−1)          |

| Títols per superfície |
| --------------------- |
| Dura (0−0)            |
| Gespa (0−1)           |
| Terra batuda (0−0)    |

| Resultat  | Núm. | Data               | Torneig                | Superfície | Parella       | Oponents                 | Marcador |
| --------- | ---- | ------------------ | ---------------------- | ---------- | ------------- | ------------------------ | -------- |
| Finalista | 1.   | 18 de juny de 2011 | Eastbourne, Regne Unit | Gespa      | Andreas Seppi | Jonathan Erlich Andy Ram | 3−6, 3−6 |

## Trajectòria

### Individual
| Torneig | 2008 | 2009        | 2010        | 2011        | 2012  | 2013        | 2014        | 2015        | 2016  | 2017        | 2018        | 2019        | 2020        | 2021  | 2022 | 2023 | 2024 | Títols    | V − D     |
| --- | ---- | ----------- | ----------- | ----------- | ----- | ----------- | ----------- | ----------- | ----- | ----------- | ----------- | ----------- | ----------- | ----- | ---- | ---- | ---- | --------- | --------- |
| Open d'Austràlia | A    | A           | Q1          | 2R          | 2R    | 1R          | QF          | 4R          | 3R    | SF          | QF          | 4R          | 2R          | QF    | 2R   | 3R   | 3R   | 0 / 14    | 33 − 14   |
| Roland Garros | A    | A           | A           | 1R          | 2R    | 3R          | 1R          | 1R          | 1R    | 3R          | 3R          | 3R          | 4R          | 1R    | 3R   | 4R   |      | 0 / 13    | 17 − 13   |
| Wimbledon | A    | 1R          | A           | 2R          | 2R    | 2R          | SF          | 3R          | 3R    | 4R          | 1R          | 1R          | NC          | 2R    | 1R   | 4R   |      | 0 / 13    | 19 − 13   |
| US Open | A    | Q2          | A           | 1R          | 1R    | 1R          | 4R          | 2R          | 4R    | 2R          | 1R          | SF          | 2R          | 2R    | 2R   | 3R   |      | 0 / 13    | 18 − 13   |
| Jocs Olímpics | A    | No celebrat | No celebrat | No celebrat | 2R    | No celebrat | No celebrat | No celebrat | 1R    | No celebrat | No celebrat | No celebrat | No celebrat | A     | NC   | NC   |      | 0 / 2     | 1 − 2     |
| ATP Finals | A    | A           | A           | A           | A     | A           | A           | A           | A     | G           | A           | A           | A           | A     | A    | A    |      | 1 / 1     | 5 − 0     |
| Total Victòries−Derrotes                                                                                                   | 0−1  | 4−6         | 3−2         | 18−25       | 24−19 | 37−23       | 50−18       | 33−22       | 39−26 | 49−19       | 24−19       | 22−21       | 18−11       | 24−18 |      |      |      | 349 − 232 | 349 − 232 |
| Rànquing a final d'any | 493  | 288         | 106         | 76          | 48    | 23          | 11          | 28          | 17    | 3           | 19          | 20          | 19          | 28    |      |      |      |           |           |
| Llegenda: G: Guanyador; F: Finalista; SF: Semifinalista; QF: Quarts de final; Q: Qualificació; A: Absent; RR: Round Robin; |      |             |             |             |       |             |             |             |       |             |             |             |             |       |      |      |      |           |           |